# Josef Effenberger
Josef Effenberger (n. 18 octombrie 1901, Praga, Austro-Ungaria – d. 11 noiembrie 1983, Praga, Cehoslovacia) a fost un gimnast artistic ce a reprezentat Cehoslovacia, medaliat olimpic. A participat la o ediție a Jocurilor Olimpice (1928) în care a câștigat o medalie de argint.